# Bella Poarch
Bella Poarch, właśc. Denarie Taylor (ur. 9 lutego 1997 na Filipinach) – filipińsko-amerykańska influencerka i piosenkarka.
Od sierpnia 2021 roku ma 88 milionów obserwujących na TikToku, jest czwartą najczęściej obserwowaną użytkowniczką na tej platformie za Charli D’Amelio, Addison Rae i Khaby Lame. Posiada 14,3 milionów obserwujących na Instagramie oraz 5,8 miliona subskrybentów na YouTube.

## Życiorys
Poarch dorastała w Filipinach. W wieku 14 lat przeniosła się wraz z rodziną do Teksasu. Służyła w Marynarce Wojennej Stanów Zjednoczonych.
Uruchomiła swoje konto na TikToku w kwietniu 2020 roku. 18 sierpnia 2020 roku stworzyła najbardziej lubiane wideo na platformie TikTok, w którym synchronizuje usta do piosenki „Soph Aspin Send” brytyjskiej raperki Millie B; wideo stało się wirusowe w internecie. W 2020 roku wydała linię ubrań RIPNDIP x Paca Collaboration. W maju 2021 roku podpisała kontrakt płytowy z wytwórnią Warner Records. 14 maja 2021 roku Bella wydała swój debiutancki singiel „Build a Bitch”.

## Dyskografia

### Single
| Rok  | Tytuł           | Certyfikat           | Album |
| ---- | --------------- | -------------------- | ----- |
| 2021 | „Build a Bitch” | POL: platynowa płyta | –     |
| 2021 | „Inferno”       | –                    | –     |
| 2022 | „Dolls”         | –                    | –     |
| 2022 | „Living Hell”   | –                    | –     |

## Nagrody i nominacje
| Rok  | Konkurs                         | Kategoria                          | Rezultat  | Źr.           |
| ---- | ------------------------------- | ---------------------------------- | --------- | ------------- |
| 2021 | MTV Millennial Awards           | Global Creator                     | nominacja | [ 14 ]        |
| 2021 | MTV Video Music Awards 2021     | Best Visual Effects                | nominacja | [ 15 ]        |
| 2021 | People's Choice Awards          | New Artist                         | Nominacja | [ 16 ]        |
| 2021 | UK Music Video Awards           | Best Pop Video – International     | nominacja | [ 17 ]        |
| 2021 | Streamy Awards                  | Creator of the Year                | nominacja | [ 18 ] [ 19 ] |
| 2021 | Streamy Awards                  | Breakout Creator of the Year       | wygrana   | [ 18 ] [ 19 ] |
| 2021 | Streamy Awards                  | Short Form                         | nominacja | [ 18 ] [ 19 ] |
| 2021 | Streamy Awards                  | Social Star Awards                 | wygrana   | [ 18 ] [ 19 ] |
| 2022 | iHeartRadio Music Awards        | Best Music Video                   | nominacja | [ 20 ]        |
| 2023 | Nickelodeon Kids’ Choice Awards | Najlepsza społeczna gwiazda muzyki | wygrana   | [ 21 ]        |